# Лозовая (Тульская область)
Лозовая — деревня в Алексинском районе Тульской области.

## История
В 1961 году указом Президиума Верховного Совета РСФСР деревня Заднево переименована в Лозовая.

## Население
| 2010 |
| ---- |
| 5    |